# Лавка языков
Лавка языков (также Speaking In Tongues) — электронная библиотека, один из основных литературных сайтов Рунета на рубеже 1990—2000-х годов, который журналист Н. Бабинцева в 2002 году назвала самым крупным в Рунете переводческим ресурсом.

## История
Основана в 1996 году и поддерживалась до 2003 года Максимом Немцовым.
Основной корпус текстов составляли переводы поэзии и прозы с различных языков на русский. В «Лавке языков» публиковались переведённые на русский язык произведения Джона Барта, Жоржа Батая, Сэмюэла Беккета, Уильяма Берроуза, Пола Боулза, Ричарда Бротигана, Чарлза Буковски, Роберта Вальзера, Курта Воннегута и многих других авторов. Особый раздел составляли, напротив, переводы русской литературы на другие языки (главным образом, на английский) — здесь преобладала поэзия (в частности, произведения Пушкина, Блока, Маяковского, Есенина, Бориса Гребенщикова и др.).
В то же время значительный по объему раздел занимали и произведения современных русских авторов на языке оригинала; особенно велика была роль «Лавки языков» в знакомстве российской и мировой читающей аудитории с поэтами и прозаиками Владивостока, где тогда жил Немцов; в частности, именно благодаря публикациям «Лавки языков» начал приобретать известность поэт Алексей Денисов.
«Лавка Языков» постоянно находилась в центре внимания пиратов, целиком выкачивающих сайт из сети. Затем «Лавка» появлялась на компакт-дисках, ею торговали на рынках и в переходах.

## Цитаты
- «Где-то в середине 90-х я узнал, что есть такая штука — интернет, и понял, что в отсутствие внятной издательской системы, а она тогда и в Москве была не очень внятной, тем более во Владивостоке, это идеальная среда для профессионального переводчика. Поработав со своей домашней страничкой, я понял, что публиковать только себя неинтересно, и придумал криптоиздательство «Лавка языков». Для любого дела нужен некий «зеленый абажур», вокруг которого начинают рассаживаться разные люди. Это один из законов творческой коммуникации. Веб-сайт и стал таким абажуром для тех, кто профессионально переводит художественную прозу. Народ потянулся сам —  постепенно сложился сайт переводчиков, для переводчиков, о переводчиках. Придуман он был не как витрина, а скорее как полигон. Потом пришло осознание, что между реальными издательствами и сетевыми изданиями существует большая-большая пропасть, и мы начали что-то делать в этом направлении — строить мосты»[1] — Максим Немцов, 2002.